# Tournoi international féminin de football 1988
Le Tournoi international féminin de football 1988 (ou en anglais : 1988 International Women's Football Tournament), connu aussi sous le nom de Tournoi féminin sur invitation de la FIFA 1988, est un tournoi international de football féminin placé sous l'égide de la FIFA se déroulant du 1er au 12 juin 1988 en Chine. Première compétition féminine sous le joug de la FIFA, elle sert de test pour l'organisation d'une Coupe du monde féminine de football.

## Préparation de l'événement

### Origines
En 1986, à Mexico, la Norvégienne Ellen Wille prend la parole lors du 45e congrès de la FIFA pour déplorer la négligence de la FIFA pour le football féminin réclamer la création d'une Coupe du monde féminine et d'un tournoi olympique féminin.
La FIFA prend acte de ce discours en décidant d'organiser une Coupe du monde test pour évaluer la viabilité d'une future Coupe du monde féminine de football, qui aura lieu en Chine, pays connaissant un fort développement dans le football féminin.
La compétition est sponsorisée par le milliardaire hongkongais Henry Fok, président de la Fédération de Hong Kong de football et qui deviendra vice-président de la Commission du football féminin de la FIFA.
En cas de réussite, la FIFA étudiera la possibilité d'organiser la première Coupe du monde féminine officielle et la création d'une commission consacrée au football féminin. Les joueuses ont conscience de ces enjeux, comme l'Australienne Moya Dodd qui déclare : « Nous avions toutes conscience à l'époque qu'il s'agissait du tout premier tournoi de la FIFA, le banc d’essai d'une potentielle Coupe du Monde Féminine. Nous savions que nous étions en train d'écrire une page de l'histoire, et nous avions aussi la pression pour que ce tournoi soit la vitrine du football féminin afin que la FIFA organise officiellement une Coupe du monde féminine et nous offre des compétitions mondialement connues à intervalles réguliers. ».

### Villes et stades
Les quatre stades accueillant la compétition se trouvent dans la province de Guangdong.
| \| Foshan Canton Jiangmen \| Localisation des 3 villes hôtes · pour le tournoi international féminin de 1988. |
| Foshan Canton Jiangmen                                                                                        |

| Foshan Canton Jiangmen |

## Acteurs de la compétition

### Équipes participantes
Douze équipes disputent ce tournoi international, choisies par leur confédération continentale respective, sans qualification préalable. Pour la première fois dans un tournoi international féminin, tous les continents sont représentés. Chaque équipe comporte 18 joueuses, soit un total de 216 joueuses.
| UEFA                                                    | CONMEBOL                  | CAF                 |
| ------------------------------------------------------- | ------------------------- | ------------------- |
| \| - Norvège - Pays-Bas \| - Suède - Tchécoslovaquie \| | - Brésil                  | - Côte d'Ivoire     |
| OFC                                                     | CONCACAF                  | AFC                 |
| - Australie                                             | - Canada - États-Unis     | - Japon - Thaïlande |
| - Norvège - Pays-Bas                                    | - Suède - Tchécoslovaquie |                     |

### Arbitres
Seuls des arbitres masculins officient lors de ce tournoi. Le Brésilien Romualdo Arppi Filho, qui a officié lors de la finale de la Coupe du monde de football de 1986, arbitre la finale.

## Compétition
Le tournoi a pour particularité d'avoir des matchs d'une durée réglementaire de 80 minutes (deux mi-temps de 40 minutes chacune) au lieu des 90 classiques. Cette particularité ne disparaîtra des compétitions féminines de la FIFA qu'au Mondial 1995.

### Cérémonie d'ouverture
La cérémonie d'ouverture a lieu avant le match d'ouverture de la compétition entre la Chine et le Canada, dans le groupe A, au Tianhe Stadium de Canton. Elle est composée de représentations mettant notamment en valeur la danse du dragon.

### Premier tour
Le format du premier tour est celui d'un tournoi toutes rondes simple. Chaque équipe joue un match contre toutes les autres équipes du même groupe.
Les deux premiers de chaque groupe ainsi que le meilleur troisième sont qualifiés pour les quarts de finale.
Abréviations
- Pts : nombre de points
- J : nombre de matchs joués
- G : nombre de matchs gagnés
- N : nombre de matchs nuls
- P : nombre de matchs perdus
- BP : nombre de buts marqués (« buts “pour” »)
- BC : nombre de buts encaissés (« buts “contre” »)
- Diff : différence de buts (BP-BC)

- Classement :

- Équipe qualifiée
- Meilleure troisième, qualifiée
- Équipe éliminée

- Rencontre :

#### Groupe A
| Rang | Équipe        | Pts | J | G | N | P | Bp | Bc | Diff |
| ---- | ------------- | --- | - | - | - | - | -- | -- | ---- |
| 1    | Chine         | 6   | 3 | 3 | 0 | 0 | 11 | 1  | +10  |
| 2    | Canada        | 3   | 3 | 1 | 1 | 1 | 7  | 3  | +4   |
| 3    | Pays-Bas      | 3   | 3 | 1 | 1 | 1 | 4  | 2  | +2   |
| 4    | Côte d'Ivoire | 0   | 3 | 0 | 0 | 3 | 1  | 17 | -16  |

| 1er juin 1988 | Chine                                 | 2 - 0   | Canada | Tianhe Stadium, Canton |                      |
| 19 h 45 UTC+8 | Wu Weiying (en) 23e · Sun Qingmei 70e | (1 - 0) |        | Spectateurs : 45 000   | Spectateurs : 45 000 |
| 19 h 45 UTC+8 | Rapport                               |         |        | Spectateurs : 45 000   | Spectateurs : 45 000 |

| 1er juin 1988 | Pays-Bas                                            | 3 - 0   | Côte d'Ivoire | New Plaza Stadium, Foshan |  |
|               | Miltenburg 1re · Vestjens 2e (pen.) · de Winter 46e | (2 - 0) |               |                           |  |
|               | (nl) Rapport                                        |         |               |                           |  |

| 3 juin 1988 | Chine           | 1 - 0   | Pays-Bas | Tianhe Stadium, Canton |  |
|             | Sun Qingmei 65e | (0 - 0) |          |                        |  |
|             | (nl) Rapport    |         |          |                        |  |

| 3 juin 1988   | Canada                                                           | 6 - 0   | Côte d'Ivoire | New Plaza Stadium, Foshan |                     |
| 19 h 45 UTC+8 | Caron 12e 20e · Gareau 25e · Ross 35e · McEachern 60e · Cant 70e | (4 - 0) |               | Spectateurs : 9 750       | Spectateurs : 9 750 |
| 19 h 45 UTC+8 | Rapport                                                          |         |               | Spectateurs : 9 750       | Spectateurs : 9 750 |

| 5 juin 1988   | Canada               | 1 - 1   | Pays-Bas           | New Plaza Stadium, Foshan |  |
| 19 h 45 UTC+8 | Ross 71e             | (0 - 1) | 9e (pen.) Vestjens |                           |  |
| 19 h 45 UTC+8 | Rapport (nl) Rapport |         |                    |                           |  |

| 5 juin 1988 | Chine | 8 - 1 | Côte d'Ivoire | Tianhe Stadium, Canton |  |
|             |       |       |               |                        |  |

#### Groupe B
| Rang | Équipe    | Pts | J | G | N | P | Bp | Bc | Diff |
| ---- | --------- | --- | - | - | - | - | -- | -- | ---- |
| 1    | Brésil    | 4   | 3 | 2 | 0 | 1 | 11 | 2  | +9   |
| 2    | Norvège   | 4   | 3 | 2 | 0 | 1 | 8  | 2  | +6   |
| 3    | Australie | 4   | 3 | 2 | 0 | 1 | 4  | 3  | +1   |
| 4    | Thaïlande | 0   | 3 | 0 | 0 | 3 | 0  | 16 | -16  |

| 1er juin 1988 | Norvège                    | 4 - 0 | Thaïlande | Jiangmen Stadium (en), Jiangmen                  |                                                  |
|               | Hegstad · Scheel · Medalen |       |           | Spectateurs : 8 000 Arbitrage : Alfred Kleinatis | Spectateurs : 8 000 Arbitrage : Alfred Kleinatis |
|               | (no) Rapport               |       |           | Spectateurs : 8 000 Arbitrage : Alfred Kleinatis | Spectateurs : 8 000 Arbitrage : Alfred Kleinatis |

| 1er juin 1988 | Australie    | 1 - 0 | Brésil | Jiangmen Stadium (en), Jiangmen |  |
|               |              |       |        |                                 |  |
|               | (no) Rapport |       |        |                                 |  |

| 3 juin 1988 | Brésil       | 2 - 1 | Norvège | Jiangmen Stadium (en), Jiangmen                   |                                                   |
|             |              |       | Scheel  | Spectateurs : 10 000 Arbitrage : Alfred Kleinatis | Spectateurs : 10 000 Arbitrage : Alfred Kleinatis |
|             | (no) Rapport |       |         | Spectateurs : 10 000 Arbitrage : Alfred Kleinatis | Spectateurs : 10 000 Arbitrage : Alfred Kleinatis |

| 3 juin 1988 | Australie | 3 - 0 | Thaïlande | Jiangmen Stadium (en), Jiangmen |  |
|             |           |       |           |                                 |  |

| 5 juin 1988 | Norvège         | 3 - 0 | Australie | Jiangmen Stadium (en), Jiangmen               |                                               |
|             | Støre · Medalen |       |           | Spectateurs : 10 000 Arbitrage : John Meachin | Spectateurs : 10 000 Arbitrage : John Meachin |
|             | (no) Rapport    |       |           | Spectateurs : 10 000 Arbitrage : John Meachin | Spectateurs : 10 000 Arbitrage : John Meachin |

| 5 juin 1988 | Brésil       | 9 - 0 | Thaïlande | Jiangmen Stadium (en), Jiangmen |  |
|             |              |       |           |                                 |  |
|             | (no) Rapport |       |           |                                 |  |

#### Groupe C
| Rang | Équipe          | Pts | J | G | N | P | Bp | Bc | Diff |
| ---- | --------------- | --- | - | - | - | - | -- | -- | ---- |
| 1    | Suède           | 5   | 3 | 2 | 1 | 0 | 5  | 1  | +4   |
| 2    | États-Unis      | 4   | 3 | 1 | 2 | 0 | 6  | 3  | +3   |
| 3    | Tchécoslovaquie | 3   | 3 | 1 | 1 | 1 | 2  | 2  | 0    |
| 4    | Japon           | 0   | 3 | 0 | 0 | 3 | 3  | 10 | -7   |

| 1er juin 1988 | États-Unis                       | 5 - 2 | Japon             | Ying Tung Stadium (en), Canton |  |
|               | Jennings-Gabarra · Henry · Bates |       | Nagamine · Tezuka |                                |  |
|               | (en) Rapport                     |       |                   |                                |  |

| 1er juin 1988 | Suède        | 1 - 0 | Tchécoslovaquie | Ying Tung Stadium (en), Canton |                      |
|               | Björk        |       |                 | Spectateurs : 15 000           | Spectateurs : 15 000 |
|               | (sv) Rapport |       |                 | Spectateurs : 15 000           | Spectateurs : 15 000 |

| 3 juin 1988 | Suède                     | 1 - 1 | États-Unis | Ying Tung Stadium (en), Canton |                      |
|             | Andelén                   |       | Belkin     | Spectateurs : 15 000           | Spectateurs : 15 000 |
|             | (en) Rapport (sv) Rapport |       |            | Spectateurs : 15 000           | Spectateurs : 15 000 |

| 3 juin 1988 | Tchécoslovaquie | 2 - 1 | Japon | Ying Tung Stadium (en), Canton |
|             |                 |       | Handa |                                |

| 5 juin 1988 | Tchécoslovaquie | 0 - 0   | États-Unis | Ying Tung Stadium (en), Canton |
|             |                 | (0 - 0) |            |                                |
|             | (en) Rapport    |         |            |                                |

| 5 juin 1988 | Suède                         | 3 - 0 | Japon | Ying Tung Stadium (en), Canton |                      |
|             | Videkull · Björk · Gustafsson |       |       | Spectateurs : 15 000           | Spectateurs : 15 000 |
|             | (sv) Rapport                  |       |       | Spectateurs : 15 000           | Spectateurs : 15 000 |

#### Désignation des meilleurs troisièmes
Les deux meilleures équipes classées troisième de leur poule sont repêchées pour accéder au tour suivant et compléter ainsi le tableau des quarts de finale. Pour les désigner, un classement est effectué en comparant les résultats de chacune des trois équipes.
| Rang | Équipe                  | Pts | J | G | N | P | Bp | Bc | Diff |
| ---- | ----------------------- | --- | - | - | - | - | -- | -- | ---- |
| 1    | Australie (gr. B)       | 4   | 3 | 2 | 0 | 1 | 4  | 3  | +1   |
| 2    | Pays-Bas (gr. A)        | 3   | 3 | 1 | 1 | 1 | 4  | 2  | +2   |
| 3    | Tchécoslovaquie (gr. C) | 3   | 3 | 1 | 1 | 1 | 2  | 2  | 0    |

### Tableau final
|  | Quarts de finale    | Quarts de finale     |                      |                      | Demi-finales           | Demi-finales           |   |  | Finale               | Finale               |
|  | Quarts de finale    | Quarts de finale     |                      |                      | Demi-finales           | Demi-finales           |   |  | Finale               | Finale               |
|  |                     |                      |                      |                      |                        |                        |   |  |                      |                      |
|  | 8 juin 1988, Canton | 8 juin 1988, Canton  |                      |                      | 10 juin 1988, Canton   | 10 juin 1988, Canton   |   |  | 12 juin 1988, Canton | 12 juin 1988, Canton |
|  | 8 juin 1988, Canton | 8 juin 1988, Canton  |                      |                      | 10 juin 1988, Canton   | 10 juin 1988, Canton   |   |  | 12 juin 1988, Canton | 12 juin 1988, Canton |
|  | Suède               | 1                    |                      |                      | 10 juin 1988, Canton   | 10 juin 1988, Canton   |   |  | 12 juin 1988, Canton | 12 juin 1988, Canton |
|  | Suède               | 1                    |                      |                      | 10 juin 1988, Canton   | 10 juin 1988, Canton   |   |  | 12 juin 1988, Canton | 12 juin 1988, Canton |
|  | Canada              | 0                    |                      |                      | 10 juin 1988, Canton   | 10 juin 1988, Canton   |   |  | 12 juin 1988, Canton | 12 juin 1988, Canton |
|  | Canada              | 0                    | Suède                | 2                    |                        |                        |   |  | 12 juin 1988, Canton | 12 juin 1988, Canton |
|  | 8 juin 1988, Canton |                      | Suède                | 2                    |                        |                        |   |  | 12 juin 1988, Canton | 12 juin 1988, Canton |
|  |                     | Chine                | 1                    |                      |                        |                        |   |  | 12 juin 1988, Canton | 12 juin 1988, Canton |
|  | Chine               | Chine                | 1                    | 7                    |                        |                        |   |  | 12 juin 1988, Canton | 12 juin 1988, Canton |
|  | Chine               |                      |                      | 7                    |                        |                        |   |  | 12 juin 1988, Canton | 12 juin 1988, Canton |
|  | Australie           | 0                    |                      |                      |                        |                        |   |  | 12 juin 1988, Canton | 12 juin 1988, Canton |
|  | Australie           | 0                    | Suède                | 0                    |                        |                        |   |  |                      |                      |
|  | 8 juin 1988, Foshan |                      | Suède                | 0                    |                        |                        |   |  |                      |                      |
|  |                     | Norvège              | 1                    |                      |                        |                        |   |  |                      |                      |
|  | Brésil              | Norvège              | 1                    | 2                    |                        |                        |   |  |                      |                      |
|  | Brésil              | 10 juin 1988, Canton |                      | 2                    |                        |                        |   |  |                      |                      |
|  | Pays-Bas            | 1                    |                      |                      |                        |                        |   |  |                      |                      |
|  | Pays-Bas            | 1                    | Brésil               | 1                    |                        |                        |   |  |                      |                      |
|  | 8 juin 1988, Canton | 8 juin 1988, Canton  | Brésil               | 1                    | Match pour la 3e place | Match pour la 3e place |   |  |                      |                      |
|  | 8 juin 1988, Canton | 8 juin 1988, Canton  |                      | Norvège              | Match pour la 3e place | Match pour la 3e place | 2 |  |                      |                      |
|  | États-Unis          | 0                    | 12 juin 1988, Canton | 12 juin 1988, Canton |                        |                        | 2 |  |                      |                      |
|  | États-Unis          | 0                    | 12 juin 1988, Canton | 12 juin 1988, Canton |                        |                        |   |  |                      |                      |
|  | Norvège             | 1                    |                      | Brésil               | 0 (4tab)               |                        |   |  |                      |                      |
|  | Norvège             | 1                    |                      | Brésil               | 0 (4tab)               |                        |   |  |                      |                      |
|  |                     |                      |                      |                      |                        |                        |   |  | Chine                | 0 (3)                |
|  |                     |                      |                      |                      |                        |                        |   |  | Chine                | 0 (3)                |

#### Quarts de finale
| 8 juin 1988   | Suède                | 1 - 0   | Canada | Tianhe Stadium, Canton |                      |
| 21 h 00 UTC+8 | Sundhage 6e          | (1 - 0) |        | Spectateurs : 27 000   | Spectateurs : 27 000 |
| 21 h 00 UTC+8 | Rapport (sv) Rapport |         |        | Spectateurs : 27 000   | Spectateurs : 27 000 |

| 8 juin 1988 | Chine | 7 - 0 | Australie | Tianhe Stadium, Canton |  |
|             |       |       |           |                        |  |

| 8 juin 1988 | Brésil               | 2 - 1   | Pays-Bas | New Plaza Stadium, Foshan |  |
|             | de Bekker 8e · ? 65e | (1 - 1) | 9e ?     |                           |  |
|             | (nl) Rapport         |         |          |                           |  |

| 8 juin 1988 | Norvège      | 1 - 0 | États-Unis | Ying Tung Stadium (en), Canton                        |                                                       |
|             | ?            |       |            | Spectateurs : 18 500 Arbitrage : Romualdo Arppi Filho | Spectateurs : 18 500 Arbitrage : Romualdo Arppi Filho |
|             | (no) Rapport |       |            | Spectateurs : 18 500 Arbitrage : Romualdo Arppi Filho | Spectateurs : 18 500 Arbitrage : Romualdo Arppi Filho |

#### Demi-finales
| 10 juin 1988 | Suède              | 2 - 1 | Chine     | Ying Tung Stadium (en), Canton |                      |
|              | Björk · Gustafsson |       | Niu Lijie | Spectateurs : 32 000           | Spectateurs : 32 000 |
|              | (sv) Rapport       |       |           | Spectateurs : 32 000           | Spectateurs : 32 000 |

| 10 juin 1988 | Norvège      | 2 - 1 | Brésil | Tianhe Stadium, Canton                        |                                               |
|              | Scheel       |       |        | Spectateurs : 18 500 Arbitrage : John Meachin | Spectateurs : 18 500 Arbitrage : John Meachin |
|              | (no) Rapport |       |        | Spectateurs : 18 500 Arbitrage : John Meachin | Spectateurs : 18 500 Arbitrage : John Meachin |

#### Match pour la troisième place
| 10 juin 1988 | Brésil            | 0 - 0 | Chine | Tianhe Stadium, Canton |  |
|              |                   |       |       |                        |  |
|              | (sv) Rapport      |       |       |                        |  |
|              | Tirs au but 4 - 3 |       |       |                        |  |

#### Finale
| 12 juin 1988 | Suède                                   | 0 - 1   | Norvège     | Tianhe Stadium, Canton                                |                                                       |
|              |                                         | (0 - 1) | 58e Medalen | Spectateurs : 35 000 Arbitrage : Romualdo Arppi Filho | Spectateurs : 35 000 Arbitrage : Romualdo Arppi Filho |
|              | (no) Rapport Norvège (sv) Rapport Suède |         |             | Spectateurs : 35 000 Arbitrage : Romualdo Arppi Filho | Spectateurs : 35 000 Arbitrage : Romualdo Arppi Filho |

| Suède | Norvège |

| Suède :          |    |                    |  |          |
|                  |    |                    |  |          |
| G                | 1  | Elisabeth Leidinge |  |          |
| D                | 3  | Marie Karlsson     |  |          |
| D                | 4  | Pia Syrén          |  |          |
| D                | 5  | Eva Zeikfalvy      |  | Remplacé |
| M                | 6  | Ingrid Johansson   |  |          |
| M                | 7  | Pia Sundhage       |  |          |
| M                | 9  | Pärnilla Larsson   |  |          |
| A                | 11 | Anneli Gustafsson  |  |          |
| A                | 13 | Anneli Andelén     |  |          |
| A                | 14 | Helen Johansson    |  | Remplacé |
| M                | 16 | Gunilla Axén       |  |          |
| Remplaçants :    |    |                    |  |          |
| M                | 8  | Camilla Andersson  |  | Entré    |
| D                | 14 | Tina Nilsson       |  | Entré    |
| A                | 10 | Lena Videkull      |  |          |
| G                | 12 | Ing-Marie Olsson   |  |          |
| M                | 17 | Anette Palm        |  |          |
| Sélectionneur :  |    |                    |  |          |
| Gunilla Paijkull |    |                    |  |          |

| Norvège :                           |    |                     |  |          |
|                                     |    |                     |  |          |
| G                                   | 1  | Hege Ludvigsen      |  |          |
| D                                   | 2  | Cathrine Zaborowski |  |          |
| D                                   | 3  | Liv Strædet         |  |          |
| M                                   | 4  | Bjørg Storhaug      |  |          |
| D                                   | 5  | Gunn Nyborg         |  |          |
| D                                   | 6  | Toril Hoch-Nielsen  |  | Remplacé |
| M                                   | 7  | Tone Haugen         |  |          |
| M                                   | 8  | Heidi Støre         |  |          |
| A                                   | 9  | Birthe Hegstad      |  |          |
| A                                   | 10 | Ellen Scheel        |  |          |
| A                                   | 11 | Linda Medalen       |  | Remplacé |
| Remplaçants :                       |    |                     |  |          |
| G                                   | 12 | Reidun Seth         |  |          |
| A                                   | 13 | Lisbeth Bakken      |  |          |
| A                                   | 14 | Turid Storhaug      |  | Entré    |
| M                                   | 15 | Agnete Carlsen      |  |          |
| A                                   | 16 | Sissel Grude        |  | Entré    |
| Sélectionneurs :                    |    |                     |  |          |
| Dag Steinar Vestlund Erling Hokstad |    |                     |  |          |

## Équipe type
L'équipe type est désignée à la fin de la compétition par la presse chinoise.
- Elisabeth Leidinge
- Liv Strædet
- Marie Karlsson
- Heidi Støre
- Eva Zeikfalvy
- Roseli
- Linda Medalen
- Carin Jennings
- Sun Qingmei
- Cebola
- Ellen Scheel

## Bilan de la compétition
La compétition se conclut avec un total de 81 buts en 26 matchs soit plus de 3 buts par match. Une affluence cumulée de 360 000 spectateurs est annoncée et la compétition est retransmise vers 200 millions de téléspectateurs. La Confédération asiatique de football suggère alors à la FIFA dans son rapport de fin de compétition de reconnaître le football féminin au niveau mondial et d'organiser une Coupe du monde féminine dans un futur proche. La FIFA approuve le 30 juin de la même année l'instauration d'un Mondial féminin, qui aura aussi lieu en Chine en 1991.
Les points négatifs recensés durant ce tournoi sont la différence de niveau parfois trop grande entre les équipes ainsi que le manque de condition physique des joueuses, mis en exergue dans le rapport de la FIFA pour la Coupe du monde féminine de football 1991 : « Les meilleures formations parviennent à maintenir un jeu élevé pendant 80 minutes, ce qui n'était pas le cas en 1988 où, dans de trop nombreuses équipes, les joueuses avaient eu de la peine à tenir la distance, faute d'une condition physique suffisante. ».